# Новотолковский сельсовет
Новотолковский сельсовет — муниципальное образование со статусом сельского поселения в Пачелмском районе Пензенской области Российской Федерации.
Административный центр — село Новая Толковка.

## История
Статус и границы сельского поселения установлены Законом Пензенской области от 2 ноября 2004 года № 690-ЗПО «О границах муниципальных образований Пензенской области».
22 декабря 2010 года в соответствии с Законом Пензенской области № 1992-ЗПО в состав сельсовета включена территория упраздненного Калиновского сельсоветов.

## Население
| 2002  | 2010  | 2012  | 2013  | 2014  | 2015  | 2016  |
| ----- | ----- | ----- | ----- | ----- | ----- | ----- |
| 946   | ↘762  | ↗1108 | ↘1085 | ↘1076 | ↘1049 | ↘1040 |
| 2017  | 2018  | 2021  |       |       |       |       |
| ↘1023 | ↘1011 | ↘1006 |       |       |       |       |

## Состав сельского поселения
| № | Населённый пункт | Тип населённого пункта       | Население |
| - | ---------------- | ---------------------------- | --------- |
| 1 | Андреевка        | деревня                      | 2         |
| 2 | Владычкино       | посёлок                      | 4         |
| 3 | Калиновка        | село                         | ↘389      |
| 4 | Красные Озёра    | посёлок                      | 4         |
| 5 | Маяк             | посёлок                      | 2         |
| 6 | Новая Студенка   | посёлок                      | 4         |
| 7 | Новая Толковка   | село, административный центр | ↘491      |
| 8 | Старая Толковка  | село                         | ↘133      |
| 9 | Студенка         | село                         | ↘132      |

В декабре 2015 года посёлок Подгорный исключён из учётных данных административно-территориального устройства Пензенской области как населённый пункт фактически прекративший своё существование, в котором отсутствуют официально зарегистрированные жители.